# The Rusted Love
《The Rusted Love》는 엠씨 더 맥스의 네 번째 정규 음반이다. 
3집과 마찬가지로 일본 여가수 히로세 코미의 곡을 일부 받았다. 전부터 제기되어 오던 전 멤버 세션 참가 불가 문제도 4집 앨범에서도 제기되었다. 멤버들의 자작곡이 엠씨 더 맥스의 정규 앨범들 중 유일하게 수록되지 않기도 했다. 또한 소속사가 요구하는 음악인 대중성 높은 발라드와 엠씨 더 맥스 멤버들이 추구하는 록과 달라 마찰을 빚어 활동이 중간에 돌연 중단되고 말았다. 이 앨범을 마지막으로 파라마운트 엔터테인먼트와의 관계는 종료된다.

## 곡
1. 웃어도 눈물이 (신동우 작곡, 이소연 작사)
2. 아쉬워서 (전해성 작사·곡)
3. 눈물겨운 고백 (히로세 코미 작곡, 이소연 작사)
4. 사랑은 아프려고 하는 거죠 (히로세 코미 작곡, 양재선 작사)
5. 녹이 쓴 추억 (히로세 코미 작곡, 이소연 작사)
6. First Love (이태윤 작곡, 이태윤·박민주 작사)
7. 하면 할수록 (전해성 작사·곡)
8. X-Love (신동우 작곡, 이소연 작사)
9. 난 (아츠시 야마지 작곡, 이소연 작사)
10. 너는 내 운명 (양정승 작사·곡)
11. 가슴이 아프단 말 이제야 알죠 (이태윤 작곡, 이태윤·박민주 작사)
12. 사랑은 아프려고 하는거죠 (M/V Ver.)
13. 난 (MR)